# Senecio almeidae
Senecio almeidae là một loài thực vật có hoa trong họ Cúc. Loài này được Phil. miêu tả khoa học đầu tiên năm 1860.